# Al-Jawadiyah
Al-Jawadiyah (Arabisch: الجوادية, Koerdisch: Çilaxa)  is een stad in het gouvernement Al-Hasakah in Rojava (West-Koerdistan) in Syrië.
Volgens het Centraal Bureau voor de Statistiek van Syrië (CBS) telde Al-Jawadiyah bij de volkstelling van 2004 6.630 inwoners. Het is het administratieve centrum van een nahiyah dat bestaat uit 50 plaatsen, met een totale bevolking van 40.535 inwoners in 2004.

## Demografie
In 2004 telde de stad 6.630 inwoners. Koerden en Arabieren zijn ongeveer gelijke delen van de bevolking.